# Grundsteuer-Richtlinien
Die Grundsteuer-Richtlinien (GrStR) waren eine Verwaltungsanweisung auf dem Gebiet des deutschen Grundsteuerrechts, die bis Ende 2024 wirksam war. Wie andere Steuerrichtlinien auch, sollte die Anweisung eine einheitliche Rechtsanwendung durch die Finanzbehörden sicherstellen und die Verwaltungsarbeit vereinfachen. Sie beinhalteten im Wesentlichen Regelungen zur Berechnung des Grundsteuermessbetrages.
Ihre Vorgänger waren die Richtlinien für die Durchführung der Grundsteuer für den ersten Hauptveranlagungszeitraum (Grundsteuerrichtlinien) - GrR -, herausgegeben 1937 vom damaligen Reichsfinanzministerium, und die Neufassung aus dem Jahr 1954, erlassen durch das Bundesministerium der Finanzen.
Ihr Nachfolger ist der koordinierte Ländererlass zur Anwendung des Grundsteuergesetzes ab 1. Januar 2025 (AEGrStG) aus dem Jahr 2022, geltend in denjenigen Bundesländern, die bei der Grundsteuer das sogenannte Bundesmodell anwenden. Die übrigen Bundesländer haben vergleichbare Verwaltungsvorschriften erlassen.